# Кузьниця-Нова
Кузьниця-Нова (пол. Kuźnica Nowa) — село в Польщі, у гміні Пшистайнь Клобуцького повіту Сілезького воєводства.
Населення — 95 осіб (2011).
У 1975-1998 роках село належало до Ченстоховського воєводства.

## Демографія
Демографічна структура станом на 31 березня 2011 року:
|          | Загалом | Допрацездатний вік | Працездатний вік | Постпрацездатний вік |
| -------- | ------- | ------------------ | ---------------- | -------------------- |
| Чоловіки | 50      | 9                  | 35               | 6                    |
| Жінки    | 45      | 6                  | 22               | 17                   |
| Разом    | 95      | 15                 | 57               | 23                   |